# Lemairegisa asaphina
Lemairegisa asaphina är en fjärilsart som beskrevs av William Schaus 1939. Lemairegisa asaphina ingår i släktet Lemairegisa och familjen tandspinnare. Inga underarter finns listade i Catalogue of Life.